# شوك النار
شوك النار (الاسم العلمي: Pyracantha) هو جنس من النباتات يتبع الفصيلة الوردية من رتبة الورديات.

## أنواع شوك النار
- شوك النار الأعزل
- شوك النار القرمزي
- شوك النار الكوادزومي
- شوك النار المفرض
- شوك النار رفيع الأوراق
- شوك النار كثيف الأزهار